# Pennatulacea
Los pennatuláceos (Pennatulacea) son un orden de cnidarios octocoralarios. Su nombre deriva de su aspecto similar a una pluma de escribir antigua. 
En realidad, cada pluma consta de numerosos animales interconectados, llamados pólipos, que se agrupan en colonias. Se forman a partir de un pólipo axial altamente modificado, que desarrolla un tallo, o raquis, que soporta los pólipos secundarios. En la base del pólipo axial tienen un bulbo o pedúnculo que está anclado en la arena o el barro, mientras que los pólipos situados en la parte superior se encargan de capturar alimentos en suspensión con sus tentáculos. Sus especies son los únicos octocorales adaptados para vivir en sedimentos limosos o arenosos.
La colonia está soportada normalmente por un eje interno, en forma de vara, compuesto de calcita pero sin escleritos, similar a la estructura de algunas gorgonias. Pueden alcanzar más de 1,5 m de altura, pero la mayoría es más pequeña. 
Las 15 familias de Pennatulacea, actualmente consideradas válidas, están caracterizadas en gran medida por la disposición de los pólipos secundarios alrededor del raquis, con algunas familias que muestran una simetría bilateral en la colonia.
Las especies y géneros del orden necesitan revisiones, pruebas y estudios para poder consolidar la actual clasificación.

## Clasificación
Dentro del orden Pennatulacea, se encuentran los siguientes subórdenes y familias:
- Chunellidae. Kükenthal, 1902
- Echinoptilidae. Hubrecht, 1885
- Pennatulidae, Ehrenberg 1834
- Renillidae. Gray, 1870
- Scleroptilidae. Jungersen, 1904
- Stachyptilidae. Kölliker, 1880

- Suborden Sessiliflorae
  - Anthoptilidae. Kölliker, 1880
  - Funiculinidae. Gray, 1870
  - Kophobelemnidae. Gray, 1860
  - Protoptilidae. Kölliker, 1872
  - Umbellulidae. Kölliker, 1880
  - Veretillidae. Herklots, 1858

- Suborden Subsessiliflorae
  - Halipteridae. Williams, 1995
  - Pennatulidae. Ehrenberg, 1834
  - Virgulariidae. Verrill, 1868

## Galería
|                    |
| Actinoptilum molle |

|                    |
| Cavernularia obesa |

|                |
| Cavernulina sp |

|                 |
| Pennatula rubra |

|                                                   |
| Pteroeides spinosum con el pedúnculo desenterrado |

|                     |
| Ptilosarcus gurneyi |

|                    |
| Renilla reniformis |

|                    |
| Stylatula elongata |

|                       |
| Veretillum cynomorium |

|                      |
| Virgularia schultzei |